# Lucrezia Marinelli
Lucrezia Marinelli, pseudonimo di Lucrezia Marinella Vacca (Venezia, 1571 – Venezia, 1653), è stata una poetessa e scrittrice italiana.

## Biografia
Oltre a scrivere opere liriche in chiave mitologica, eroica (Colomba sacra, L'Enrico, overo Bisanzio acquistato) ed agiografica (Vita di Maria Vergine Imperatrice dell'universo) ha preso anche parte nel dibattito europeo sulla posizione della donna, la querelle des femmes, che ha coinvolto i maggiori intellettuali europei dal tardo medioevo fino al Settecento. In risposta all'opera misogina dello scrittore Giuseppe Passi, Dei donneschi difetti pubblicata nel 1599, scrisse La nobiltà et l'eccellenza delle donne co' difetti et mancamenti de gli uomini. Il testo fu scritto in prosa e diviso in due parti consacrate rispettivamente all'elogio delle donne e alla critica dei difetti degli uomini. L'opera fu pubblicata a Venezia nel 1600 presso Giovanni Battista Ciotti ed ebbe ancora due edizioni: nel 1601 e 1621.

## Opere

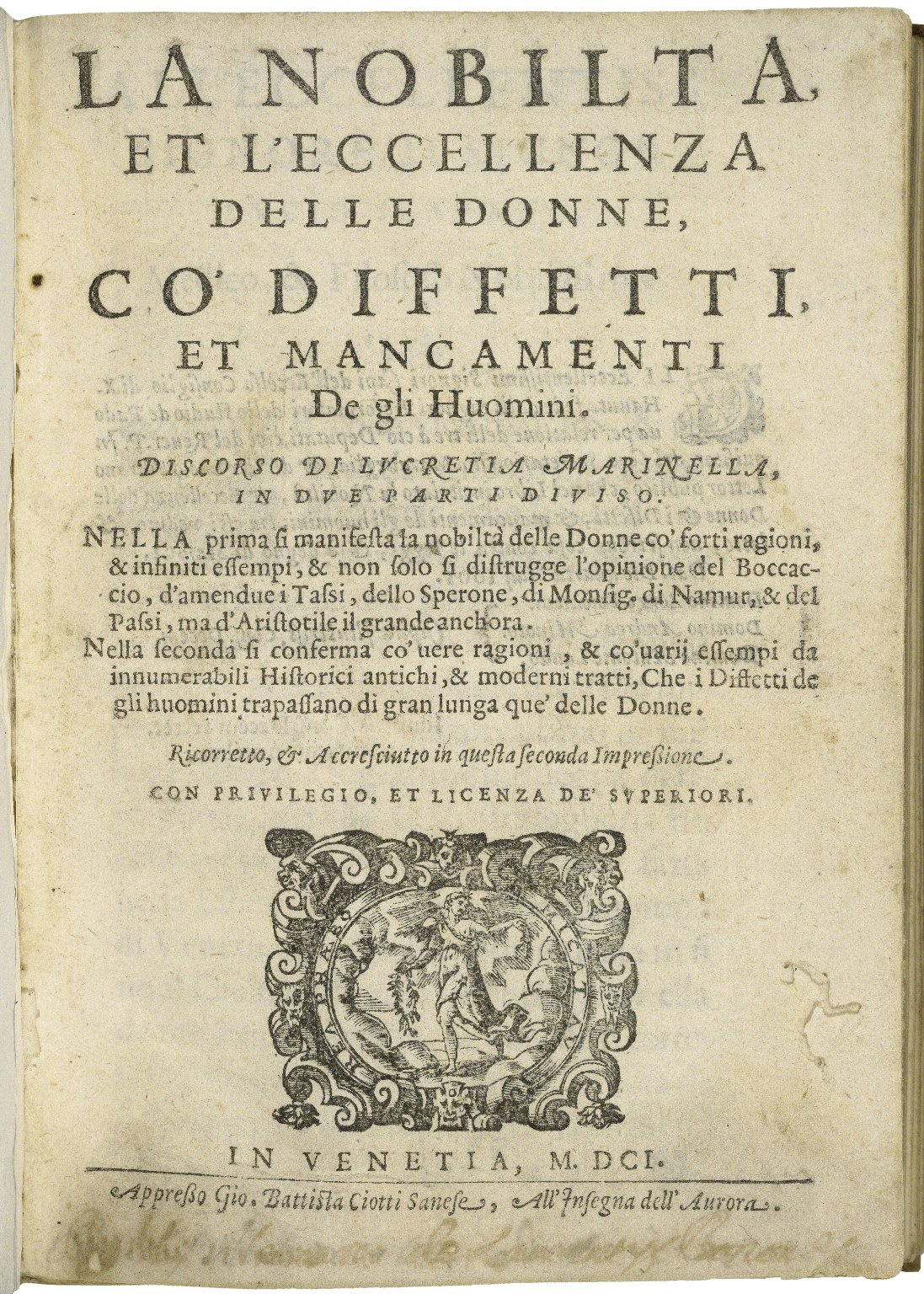
Frontespizio dell'opera di Lucrezia Marinelli dal titolo La nobiltà et l'eccellenza delle donne - co' difetti et mancamenti de gli huomini.

- La nobiltà et l'eccellenza delle donne, co' difetti et mancamenti de gli huomini, Discorso, Venezia, Sanese, 1591
- La colomba sacra, poema eroico, Venezia, 1595
- Vita del serafico e glorioso S. Francesco, Venezia, 1597 (poi in: Rime spirituali di diversi autori raccolte da Fra Silvestro Poppi, Firenze, 1606)
- Amore innamorato et impazzato, poema in 8/a rima, Venezia, 1598 (poi: Amore innamorato et impazzito, poema di L. M. con gli Argomenti e allegorie a ciascun canto, Venezia, Combi, 1618)
- La nobiltà e l'eccellenza delle donne e i difetti e mancamenti degli uomini, Venezia, 1600; La nobiltà e l'eccellenza…, Venezia, 1621
- La vita di Maria vergine, imperatrice dell'Universo, in 8/a rima, (Venezia), Barezi e Compagni, (1602) (poi: Maria Vergine Imperatrice dell'Universo, descritta in ottava rima, Venezia, Barezzi, 1617)
- Arcadia felice, Venezia, 1605
- Vita di Santa Giustina, Firenze, 1606
- Dei gesti eroici e della vita religiosa della serafica Caterina da Siena, Venezia, 1624
- Lettera, in: Dialogo della dignità e nobiltà delle donne, di Cristoforo Bronzino, Firenze, 1624
- L'Enrico, Venezia, 1635 (poi, in: Parnaso italiano, vol. VIII (Marinella, Dolce, Passeroni), Venezia, Antonelli, 1845)
- Le vittorie di Francesco il serafico, Padova, 1644
- Il canto d'amore della vergine Santa Giustina, Venezia, 1648
- Rime, in Rime della Signora Lucrezia Marinella, Veronica Gambara et Isabella della Morra, con giunta di quelle finora raccolte della Signora Maria Selvaggia Borghini, Napoli, Bulifon, 1693
- Lettere, pubblicate dal Tiraboschi, in "Biblioteca modenese", tomo III, Modena, 1738
- Argomenti e allegorie in: Le lacrime di S. Pietro, poema di Luigi Tansillo, Venezia, 1739
- Epistole alla duchessa d'Este, moglie di Francesco I
- Rime, in Componimenti poetici delle più illustri rimatrici raccolti da Luisa Bergalli, Venezia, Mora, 1726